# Coniopteryx freytagorum
Coniopteryx freytagorum är en insektsart som beskrevs av V. Johnson 1978. Coniopteryx freytagorum ingår i släktet Coniopteryx och familjen vaxsländor. Inga underarter finns listade i Catalogue of Life.